# Неравенство Хёфдинга
Неравенство Хёфдинга даёт верхнюю границу вероятности того, что сумма случайных величин отклоняется от своего математического ожидания.
Неравенство Хёфдинга было доказано Василием Хёфдингом в 1963 году.
Неравенство Хёфдинга является частным случаем неравенства Азумы и более общим случаем неравенства Бернштейна, доказанного Сергеем Бернштейном в 1923 году. Они также являются частными случаями неравенства МакДиармида.

## Частный случай для случайных величин Бернулли
Неравенство Хефдинга может быть применено к важному частному случаю одинаково распределенных бернуллиевских случайных величин, и, как неравенство, часто используется в комбинаторике и информатике. Рассматриваем смещённую монету, у которой орёл выпадает с вероятностью {\displaystyle p} и решка — с вероятностью {\displaystyle 1-p}.
Мы бросаем монету {\displaystyle n} раз.
Математическое ожидание того, сколько раз монета упадет орлом, есть {\displaystyle p\cdot n}. Далее, вероятность того, что монета упадет орлом не более {\displaystyle k} раз, может быть точно оценена выражением:
{\displaystyle \Pr {\Big (}H(n)\leqslant k{\Big )}=\sum _{i=0}^{k}{\binom {n}{i}}p^{i}(1-p)^{n-i}\,.}
В случае {\displaystyle k=(p-\varepsilon )n} для некоторого {\displaystyle \varepsilon >0} неравенство Хёфдинга ограничивает эту вероятность выражением, которое экспоненциально убывает от {\displaystyle \varepsilon ^{2}\cdot n}:
{\displaystyle \Pr {\Big (}H(n)\leqslant (p-\varepsilon )n{\Big )}\leqslant \exp {\big (}-2\varepsilon ^{2}n{\big )}\,.}
Похожим образом, в случае {\displaystyle k=(p+\varepsilon )n} для некоторого {\displaystyle \varepsilon >0} неравенство Хёфдинга ограничивает вероятность того, что выпадет не меньше {\displaystyle \varepsilon n} орлов, чем ожидаемо, выражением:
{\displaystyle \Pr {\Big (}H(n)\geqslant (p+\varepsilon )n{\Big )}\leqslant \exp {\big (}-2\varepsilon ^{2}n{\big )}\,.}
Таким образом, неравенство Хёфдинга означает, что число выпадений орла, концентрируется вокруг среднего, с экспоненциально малым хвостом.
{\displaystyle \Pr {\Big (}(p-\varepsilon )n\leqslant H(n)\leqslant (p+\varepsilon )n{\Big )}\geqslant 1-2\exp {\big (}-2\varepsilon ^{2}n{\big )}\,.}

## Общий случай
Пусть {\displaystyle X_{1},\dots ,X_{n}} — независимые случайные величины.
Положим, что {\displaystyle X_{i}} являются почти достоверно ограниченными, то есть, положим для {\displaystyle 1\leqslant i\leqslant n}, что:
{\displaystyle \Pr(X_{i}\in [a_{i},b_{i}])=1.}
Мы определяем эмпирическое среднее этих переменных:
{\displaystyle {\overline {X}}=(X_{1}+\cdots +X_{n})/n\,.}
Теорема 2 из Hoeffding (1963), доказывает неравенства:
{\displaystyle \Pr({\overline {X}}-\mathrm {E} [{\overline {X}}]\geqslant t)\leqslant \exp \left(-{\frac {2t^{2}n^{2}}{\sum _{i=1}^{n}(b_{i}-a_{i})^{2}}}\right),}
{\displaystyle \Pr(|{\overline {X}}-\mathrm {E} [{\overline {X}}]|\geqslant t)\leqslant 2\exp \left(-{\frac {2t^{2}n^{2}}{\sum _{i=1}^{n}(b_{i}-a_{i})^{2}}}\right),}
которые верны для всех положительных значений t. Здесь {\displaystyle \mathrm {E} [{\overline {X}}]} является мат.ожиданием {\displaystyle {\overline {X}}}.
Заметим, что неравенство также верно, если {\displaystyle X_{i}} были получены с использованием выборки без замены, в данном случае случайные переменные не являются больше независимыми. Доказательство этого утверждения можно найти в статье Хёфдинга. Для несколько лучших оценок границ в случае выборки без замены, см., например, статью, .